# Éliminatoires de la Coupe du monde de football 2010, zone Europe, groupe 4
Cet article donne les résultats des matches du groupe 4 de la zone Europe du tour préliminaire de la coupe du monde de football 2010.

## Classement
| Rang | Équipe         | Pts | J  | G | N | P | Bp | Bc | Diff |  | Résultats (▼ dom., ► ext.) |     |     |     |     |     |     |
| ---- | -------------- | --- | -- | - | - | - | -- | -- | ---- |  | -------------------------- | --- | --- | --- | --- | --- | --- |
| 1    | Allemagne      | 26  | 10 | 8 | 2 | 0 | 26 | 5  | +21  |  | Allemagne                  |     | 2-1 | 1-1 | 1-0 | 4-0 | 4-0 |
| 2    | Russie         | 22  | 10 | 7 | 1 | 2 | 19 | 6  | +13  |  | Russie                     | 0-1 |     | 3-0 | 2-1 | 2-0 | 3-0 |
| 3    | Finlande       | 18  | 10 | 5 | 3 | 2 | 14 | 14 | 0    |  | Finlande                   | 3-3 | 0-3 |     | 2-1 | 1-0 | 2-1 |
| 4    | Pays de Galles | 12  | 10 | 4 | 0 | 6 | 9  | 12 | -3   |  | Pays de Galles             | 0-2 | 1-3 | 0-2 |     | 1-0 | 2-0 |
| 5    | Azerbaïdjan    | 5   | 10 | 1 | 2 | 7 | 4  | 14 | -10  |  | Azerbaïdjan                | 0-2 | 1-1 | 1-2 | 0-1 |     | 0-0 |
| 6    | Liechtenstein  | 2   | 10 | 0 | 2 | 8 | 2  | 23 | -21  |  | Liechtenstein              | 0-6 | 0-1 | 1-1 | 0-2 | 0-2 |     |

- L'Allemagne est qualifiée.
- La Russie est barragiste.

## Résultats et calendrier
Le calendrier a été décidé lors d'une réunion, entre les fédérations de ce groupe, le 10 janvier 2008 à Francfort-sur-le-Main, Allemagne.
| 6 septembre 2008 | Pays de Galles | 1 – 0 | Azerbaïdjan | Millennium Stadium, Cardiff                         |                                                     |
| 15:00 UTC+1      | Vokes 83e      |       |             | Spectateurs : 17 106 Arbitrage : Aleksandar Stavrev | Spectateurs : 17 106 Arbitrage : Aleksandar Stavrev |
| 15:00 UTC+1      | Rapport        |       |             | Spectateurs : 17 106 Arbitrage : Aleksandar Stavrev | Spectateurs : 17 106 Arbitrage : Aleksandar Stavrev |

| 6 septembre 2008 | Liechtenstein | 0 – 6 | Allemagne                                                                              | Rheinpark Stadion, Vaduz                     |                                              |
| 20:45 UTC+2      |               |       | Podolski 21e 48e · Rolfes 64e · Schweinsteiger 65e · Hitzlsperger 75e · Westermann 86e | Spectateurs : 6 021 Arbitrage : Duarte Gomes | Spectateurs : 6 021 Arbitrage : Duarte Gomes |
| 20:45 UTC+2      | Rapport       |       |                                                                                        | Spectateurs : 6 021 Arbitrage : Duarte Gomes | Spectateurs : 6 021 Arbitrage : Duarte Gomes |

| 10 septembre 2008 | Russie                                   | 2 – 1 | Pays de Galles | Lokomotiv Stadium, Moscou                      |                                                |
| 19:00 UTC+4       | Pavlyuchenko 22e (pen.) · Pogrebnyak 81e |       | Ledley 67e     | Spectateurs : 28 000 Arbitrage : Damir Skomina | Spectateurs : 28 000 Arbitrage : Damir Skomina |
| 19:00 UTC+4       | Rapport                                  |       |                | Spectateurs : 28 000 Arbitrage : Damir Skomina | Spectateurs : 28 000 Arbitrage : Damir Skomina |

| 10 septembre 2008 | Azerbaïdjan | 0 – 0 | Liechtenstein | Stade Tofiq-Béhramov, Bakou                       |                                                   |
| 21:00 UTC+5       |             |       |               | Spectateurs : 25 000 Arbitrage : Tsvetan Georgiev | Spectateurs : 25 000 Arbitrage : Tsvetan Georgiev |
| 21:00 UTC+5       | Rapport     |       |               | Spectateurs : 25 000 Arbitrage : Tsvetan Georgiev | Spectateurs : 25 000 Arbitrage : Tsvetan Georgiev |

| 10 septembre 2008 | Finlande                                   | 3 – 3 | Allemagne         | Stade olympique d'Helsinki, Helsinki           |                                                |
| 20:35 UTC+3       | Johansson 33e · Väyrynen 43e · Sjolund 53e |       | Klose 38e 45e 83e | Spectateurs : 37 150 Arbitrage : Viktor Kassai | Spectateurs : 37 150 Arbitrage : Viktor Kassai |
| 20:35 UTC+3       | Rapport                                    |       |                   | Spectateurs : 37 150 Arbitrage : Viktor Kassai | Spectateurs : 37 150 Arbitrage : Viktor Kassai |

| 11 octobre 2008 | Finlande            | 1 – 0 | Azerbaïdjan | Stade olympique d'Helsinki, Helsinki            |                                                 |
| 17:00 UTC+3     | Forssell 62e (pen.) |       |             | Spectateurs : 22 480 Arbitrage : William Collum | Spectateurs : 22 480 Arbitrage : William Collum |
| 17:00 UTC+3     | Rapport             |       |             | Spectateurs : 22 480 Arbitrage : William Collum | Spectateurs : 22 480 Arbitrage : William Collum |

| 11 octobre 2008 | Pays de Galles                | 2 – 0 | Liechtenstein | Millennium Stadium, Cardiff                       |                                                   |
| 17:30 UTC+1     | Edwards 42e · Frick 80e (csc) |       |               | Spectateurs : 13 356 Arbitrage : Thomas Vejlgaard | Spectateurs : 13 356 Arbitrage : Thomas Vejlgaard |
| 17:30 UTC+1     | Rapport                       |       |               | Spectateurs : 13 356 Arbitrage : Thomas Vejlgaard | Spectateurs : 13 356 Arbitrage : Thomas Vejlgaard |

| 11 octobre 2008 | Allemagne                 | 2 – 1 | Russie        | Signal Iduna Park, Dortmund                       |                                                   |
| 20:45 UTC+2     | Podolski 9e · Ballack 28e |       | Archavine 51e | Spectateurs : 65 607 Arbitrage : Peter Fröjdfeldt | Spectateurs : 65 607 Arbitrage : Peter Fröjdfeldt |
| 20:45 UTC+2     | Rapport                   |       |               | Spectateurs : 65 607 Arbitrage : Peter Fröjdfeldt | Spectateurs : 65 607 Arbitrage : Peter Fröjdfeldt |

| 15 octobre 2008 | Russie                                              | 3 – 0 | Finlande | Lokomotiv Stadium, Moscou                       |                                                 |
| 19:00 UTC+4     | Pasanen 23e (csc) · Lampi 65e (csc) · Archavine 88e |       |          | Spectateurs : 28 000 Arbitrage : Kyros Vassaras | Spectateurs : 28 000 Arbitrage : Kyros Vassaras |
| 19:00 UTC+4     | Rapport                                             |       |          | Spectateurs : 28 000 Arbitrage : Kyros Vassaras | Spectateurs : 28 000 Arbitrage : Kyros Vassaras |

| 15 octobre 2008 | Allemagne      | 1 – 0 | Pays de Galles | Borussia-Park, Mönchengladbach                   |                                                  |
| 20:45 UTC+2     | Trochowski 72e |       |                | Spectateurs : 44 500 Arbitrage : Laurent Duhamel | Spectateurs : 44 500 Arbitrage : Laurent Duhamel |
| 20:45 UTC+2     | Rapport        |       |                | Spectateurs : 44 500 Arbitrage : Laurent Duhamel | Spectateurs : 44 500 Arbitrage : Laurent Duhamel |

| 28 mars 2009 | Russie                          | 2 – 0 | Azerbaïdjan | Stade Loujniki, Moscou                          |                                                 |
| 17:00 UTC+3  | Pavlyuchenko 32e · Zyrianov 71e |       |             | Spectateurs : 62 000 Arbitrage : Serge Gumienny | Spectateurs : 62 000 Arbitrage : Serge Gumienny |
| 17:00 UTC+3  | Rapport                         |       |             | Spectateurs : 62 000 Arbitrage : Serge Gumienny | Spectateurs : 62 000 Arbitrage : Serge Gumienny |

| 28 mars 2009 | Pays de Galles | 0 – 2 | Finlande                   | Millennium Stadium, Cardiff                                 |                                                             |
| 15:00 UTC+0  |                |       | Johansson 42e · Kuqi 90+1e | Spectateurs : 22 604 Arbitrage : Eduardo Iturralde González | Spectateurs : 22 604 Arbitrage : Eduardo Iturralde González |
| 15:00 UTC+0  | Rapport        |       |                            | Spectateurs : 22 604 Arbitrage : Eduardo Iturralde González | Spectateurs : 22 604 Arbitrage : Eduardo Iturralde González |

| 28 mars 2009 | Allemagne                                                  | 4 – 0 | Liechtenstein | Zentralstadion, Leipzig                         |                                                 |
| 20:45 UTC+1  | Ballack 4e · Jansen 9e · Schweinsteiger 48e · Podolski 50e |       |               | Spectateurs : 43 368 Arbitrage : Igor Ishchenko | Spectateurs : 43 368 Arbitrage : Igor Ishchenko |
| 20:45 UTC+1  | Rapport                                                    |       |               | Spectateurs : 43 368 Arbitrage : Igor Ishchenko | Spectateurs : 43 368 Arbitrage : Igor Ishchenko |

| 1er avril 2009 | Liechtenstein | 0 – 1 | Russie       | Rheinpark Stadion, Vaduz                     |                                              |
| 19:00 UTC+2    |               |       | Zyrianov 38e | Spectateurs : 5 679 Arbitrage : David McKeon | Spectateurs : 5 679 Arbitrage : David McKeon |
| 19:00 UTC+2    | Rapport       |       |              | Spectateurs : 5 679 Arbitrage : David McKeon | Spectateurs : 5 679 Arbitrage : David McKeon |

| 1er avril 2009 | Pays de Galles | 0 – 2 | Allemagne                        | Millennium Stadium, Cardiff                  |                                              |
| 19:45 UTC+1    |                |       | Ballack 11e · Williams 48e (csc) | Spectateurs : 26 064 Arbitrage : Terje Hauge | Spectateurs : 26 064 Arbitrage : Terje Hauge |
| 19:45 UTC+1    | Rapport        |       |                                  | Spectateurs : 26 064 Arbitrage : Terje Hauge | Spectateurs : 26 064 Arbitrage : Terje Hauge |

| 6 juin 2009 | Finlande                        | 2 – 1 | Liechtenstein | Stade olympique d'Helsinki, Helsinki           |                                                |
| 19:00 UTC+3 | Forssell 33e · J. Johansson 71e |       | Frick 13e     | Spectateurs : 20 319 Arbitrage : Libor Kovarik | Spectateurs : 20 319 Arbitrage : Libor Kovarik |
| 19:00 UTC+3 | Rapport                         |       |               | Spectateurs : 20 319 Arbitrage : Libor Kovarik | Spectateurs : 20 319 Arbitrage : Libor Kovarik |

| 6 juin 2009 | Azerbaïdjan | 0 – 1 | Pays de Galles | Stade Tofiq-Béhramov, Bakou                           |                                                       |
| 20:00 UTC+5 |             |       | Edwards 41e    | Spectateurs : 26 728 Arbitrage : Markus Strombergsson | Spectateurs : 26 728 Arbitrage : Markus Strombergsson |
| 20:00 UTC+5 | Rapport     |       |                | Spectateurs : 26 728 Arbitrage : Markus Strombergsson | Spectateurs : 26 728 Arbitrage : Markus Strombergsson |

| 10 juin 2009 | Finlande | 0 – 3 | Russie                         | Stade olympique d'Helsinki, Helsinki           |                                                |
| 20:30 UTC+3  |          |       | Kerzhakov 26e 53e Zyrianov 71e | Spectateurs : 37 028 Arbitrage : Konrad Plautz | Spectateurs : 37 028 Arbitrage : Konrad Plautz |
| 20:30 UTC+3  | Rapport  |       |                                | Spectateurs : 37 028 Arbitrage : Konrad Plautz | Spectateurs : 37 028 Arbitrage : Konrad Plautz |

| 12 août 2009 | Azerbaïdjan | 0 – 2 | Allemagne                      | Stade Tofiq-Béhramov, Bakou                 |                                             |
| 21:00 UTC+5  |             |       | Schweinsteiger 12e · Klose 54e | Spectateurs : 22 500 Arbitrage : Alan Kelly | Spectateurs : 22 500 Arbitrage : Alan Kelly |
| 21:00 UTC+5  | Rapport     |       |                                | Spectateurs : 22 500 Arbitrage : Alan Kelly | Spectateurs : 22 500 Arbitrage : Alan Kelly |

| 5 septembre 2009 | Russie                                              | 3 – 0 | Liechtenstein | Lokomotiv Stadium, Moscou                            |                                                      |
| 19:00 UTC+3      | Berezutsky 17e · Pavlyuchenko 40e (pen.) 45e (pen.) |       |               | Spectateurs : 20 500 Arbitrage : Augustus Constantin | Spectateurs : 20 500 Arbitrage : Augustus Constantin |
| 19:00 UTC+3      | Rapport                                             |       |               | Spectateurs : 20 500 Arbitrage : Augustus Constantin | Spectateurs : 20 500 Arbitrage : Augustus Constantin |

| 5 septembre 2009 | Azerbaïdjan  | 1 – 2 | Finlande                    | Stade Tofiq-Béhramov, Bakou                       |                                                   |
| 20:00 UTC+5      | Mammadov 49e |       | Heikkinen 74e · Pasanen 85e | Spectateurs : 12 000 Arbitrage : Stelios Trifonos | Spectateurs : 12 000 Arbitrage : Stelios Trifonos |
| 20:00 UTC+5      | Rapport      |       |                             | Spectateurs : 12 000 Arbitrage : Stelios Trifonos | Spectateurs : 12 000 Arbitrage : Stelios Trifonos |

| 9 septembre 2009 | Pays de Galles | 1 – 3 | Russie                                              | Millennium Stadium, Cardiff                                          |                                                                      |
| 19:45 UTC+1      | Collins 53e    |       | Semshov 36e · Ignachevitch 71e · Pavlyuchenko 90+1e | Spectateurs : 14 505 Arbitrage : Manuel Jorge Neves Moreira de Sousa | Spectateurs : 14 505 Arbitrage : Manuel Jorge Neves Moreira de Sousa |
| 19:45 UTC+1      | Rapport        |       |                                                     | Spectateurs : 14 505 Arbitrage : Manuel Jorge Neves Moreira de Sousa | Spectateurs : 14 505 Arbitrage : Manuel Jorge Neves Moreira de Sousa |

| 9 septembre 2009 | Allemagne                                         | 4 – 0 | Azerbaïdjan | AWD-Arena, Hanovre                                |                                                   |
| 20:45 UTC+2      | Ballack 14e (pen.) · Klose 55e 65e · Podolski 71e |       |             | Spectateurs : 35 369 Arbitrage : Anastasios Kakos | Spectateurs : 35 369 Arbitrage : Anastasios Kakos |
| 20:45 UTC+2      | Rapport                                           |       |             | Spectateurs : 35 369 Arbitrage : Anastasios Kakos | Spectateurs : 35 369 Arbitrage : Anastasios Kakos |

| 9 septembre 2009 | Liechtenstein | 1 – 1 | Finlande     | Rheinpark Stadion, Vaduz                   |                                            |
| 19:30 UTC+2      | Polverino 75e |       | Litmanen 74e | Spectateurs : 3 132 Arbitrage : Novo Panic | Spectateurs : 3 132 Arbitrage : Novo Panic |
| 19:30 UTC+2      | Rapport       |       |              | Spectateurs : 3 132 Arbitrage : Novo Panic | Spectateurs : 3 132 Arbitrage : Novo Panic |

| 10 octobre 2009 | Russie  | 0 – 1 | Allemagne | Lokomotiv Stadium, Moscou                        |                                                  |
| 19:00 UTC+3     |         |       | Klose 34e | Spectateurs : 72 100 Arbitrage : Massimo Busacca | Spectateurs : 72 100 Arbitrage : Massimo Busacca |
| 19:00 UTC+3     | Rapport |       |           | Spectateurs : 72 100 Arbitrage : Massimo Busacca | Spectateurs : 72 100 Arbitrage : Massimo Busacca |

| 10 octobre 2009 | Liechtenstein | 0 – 2 | Azerbaïdjan                | Rheinpark Stadion, Vaduz                          |                                                   |
| 20:00 UTC+2     |               |       | Javadov 55e · Mammadov 82e | Spectateurs : 1 635 Arbitrage : Pavle Radovanovic | Spectateurs : 1 635 Arbitrage : Pavle Radovanovic |
| 20:00 UTC+2     | Rapport       |       |                            | Spectateurs : 1 635 Arbitrage : Pavle Radovanovic | Spectateurs : 1 635 Arbitrage : Pavle Radovanovic |

| 10 octobre 2009 | Finlande                    | 2 – 1 | Pays de Galles | Stade olympique d'Helsinki, Helsinki           |                                                |
| 17:00 UTC+3     | Porokara 5e · Moisander 77e |       | Bellamy 17e    | Spectateurs : 14 000 Arbitrage : Milorad Mazic | Spectateurs : 14 000 Arbitrage : Milorad Mazic |
| 17:00 UTC+3     | Rapport                     |       |                | Spectateurs : 14 000 Arbitrage : Milorad Mazic | Spectateurs : 14 000 Arbitrage : Milorad Mazic |

| 14 octobre 2009 | Allemagne    | 1 – 1 | Finlande      | HSH Nordbank Arena, Hambourg                     |                                                  |
| 18:00 UTC+2     | Podolski 90e |       | Johansson 11e | Spectateurs : 51 500 Arbitrage : Martin Atkinson | Spectateurs : 51 500 Arbitrage : Martin Atkinson |
| 18:00 UTC+2     | Rapport      |       |               | Spectateurs : 51 500 Arbitrage : Martin Atkinson | Spectateurs : 51 500 Arbitrage : Martin Atkinson |

| 14 octobre 2009 | Azerbaïdjan | 1 – 1 | Russie        | Stade Tofiq-Béhramov, Bakou                  |                                              |
| 21:00 UTC+5     | Javadov 54e |       | Archavine 13e | Spectateurs : 24 000 Arbitrage : Howard Webb | Spectateurs : 24 000 Arbitrage : Howard Webb |
| 21:00 UTC+5     | Rapport     |       |               | Spectateurs : 24 000 Arbitrage : Howard Webb | Spectateurs : 24 000 Arbitrage : Howard Webb |

| 14 octobre 2009 | Liechtenstein | 0 – 2 | Pays de Galles           | Rheinpark Stadion, Vaduz                    |                                             |
| 20:00 UTC+2     |               |       | Vaughan 16e · Ramsey 80e | Spectateurs : 1 858 Arbitrage : Sten Kaldma | Spectateurs : 1 858 Arbitrage : Sten Kaldma |
| 20:00 UTC+2     | Rapport       |       |                          | Spectateurs : 1 858 Arbitrage : Sten Kaldma | Spectateurs : 1 858 Arbitrage : Sten Kaldma |

## Buteurs
| Pos | Joueur                 | Pays           | Buts |
| --- | ---------------------- | -------------- | ---- |
| 1   | Miroslav Klose         | Allemagne      | 7    |
| 2   | Lukas Podolski         | Allemagne      | 6    |
| 3   | Roman Pavlyuchenko     | Russie         | 5    |
| 4   | Michael Ballack        | Allemagne      | 4    |
| 4   | Jonatan Johansson      | Finlande       | 4    |
| 6   | Andreï Archavine       | Russie         | 3    |
| 6   | Konstantin Zyrianov    | Russie         | 3    |
| 8   | Bastian Schweinsteiger | Allemagne      | 2    |
| 8   | Vagif Javadov          | Azerbaïdjan    | 2    |
| 8   | Elvin Mammadov         | Azerbaïdjan    | 2    |
| 8   | Mikael Forssell        | Finlande       | 2    |
| 8   | David Edwards          | Pays de Galles | 2    |
| 8   | Alexander Kerzhakov    | Russie         | 2    |
| 14  | Thomas Hitzlsperger    | Allemagne      | 1    |
| 14  | Marcell Jansen         | Allemagne      | 1    |
| 14  | Simon Rolfes           | Allemagne      | 1    |
| 14  | Piotr Trochowski       | Allemagne      | 1    |
| 14  | Heiko Westermann       | Allemagne      | 1    |
| 14  | Markus Heikkinen       | Finlande       | 1    |
| 14  | Shefki Kuqi            | Finlande       | 1    |
| 14  | Jari Litmanen          | Finlande       | 1    |
| 14  | Niklas Moisander       | Finlande       | 1    |
| 14  | Petri Pasanen          | Finlande       | 1    |
| 14  | Roni Porokara          | Finlande       | 1    |
| 14  | Daniel Sjolund         | Finlande       | 1    |
| 14  | Mika Väyrynen          | Finlande       | 1    |
| 14  | Mario Frick            | Liechtenstein  | 1    |
| 14  | Michele Polverino      | Liechtenstein  | 1    |
| 14  | Craig Bellamy          | Pays de Galles | 1    |
| 14  | James Collins          | Pays de Galles | 1    |
| 14  | Joe Ledley             | Pays de Galles | 1    |
| 14  | Aaron Ramsey           | Pays de Galles | 1    |
| 14  | David Vaughan          | Pays de Galles | 1    |
| 14  | Sam Vokes              | Pays de Galles | 1    |
| 14  | Vassili Bérézoutski    | Russie         | 1    |
| 14  | Sergei Ignashevich     | Russie         | 1    |
| 14  | Pavel Pogrebnyak       | Russie         | 1    |
| 14  | Igor Semshov           | Russie         | 1    |

| Joueur          | Pays           | Buts csc                |
| --------------- | -------------- | ----------------------- |
| Petri Pasanen   | Finlande       | 1 (pour Russie)         |
| Veli Lampi      | Finlande       | 1 (pour Russie)         |
| Mario Frick     | Liechtenstein  | 1 (pour Pays de Galles) |
| Ashley Williams | Pays de Galles | 1 (pour Allemagne)      |